# Адам Телегді
Адам Телегді (угор. Ádám Telegdy, 1 листопада 1995) — угорський плавець.
Учасник Олімпійських Ігор 2016 року.